# Kashima Antlers
El Kashima Antlers és un club de futbol japonès de la ciutat de Kashima.

## Història
El club va ser fundat el 1947 com a Sumitomo Metal Industries a Osaka. Jugà a la Japan Soccer League i es traslladà a Kashima el 1975. Ascendí a la primera divisió el 1984. Amb la creació de la J. League esdevingué professional i adoptà el nom de Kashima Antlers l'1 d'octubre de 1991. Antlers deriva del nom de la ciutat, Kashima, que literalment significa "illa dels cérvols".

## Futbolistes destacats
| - Kazuya Yamamura - Yutaka Akita - Yoshiyuki Hasegawa - Tomoyuki Hirase - Yasuto Honda - Tatsuya Ishikawa - Hisashi Kurosaki - Koji Nakata - Akira Narahashi - Ryuzo Morioka - Masashi Motoyama - Mitsuo Ogasawara - Shunzo Ono - Hitoshi Sogahata - Naoki Soma - Takayuki Suzuki - Daijiro Takakuwa - Atsuto Uchida - Atsushi Yanagisawa | - Alcindo - Alex Mineiro - Bebeto - Bismarck - Fábio Júnior - Jorginho - Leonardo - Milton da Cruz - Mozer - Santos - Zico |

## Entrenadors
| Entrenador          | Nac.   | Anys      |
| ------------------- | ------ | --------- |
| Masakatsu Miyamoto  | Japó   | 1993-1994 |
| Edu                 | Brasil | 1995      |
| João Carlos         | Brasil | 1996-1998 |
| Takashi Sekizuka    | Japó   | 1998      |
| Zé Mario            | Brasil | 1998–1999 |
| Zico                | Brasil | 1999      |
| Takashi Sekizuka    | Japó   | 1999      |
| Toninho Cerezo      | Brasil | 2000-2005 |
| Paulo Autuori       | Brasil | 2006      |
| Oswaldo de Oliveira | Brasil | 2007-     |

## Palmarès
- Campionat del Japó de futbol:
  - 1972
- Japan Soccer League (2a Divisió):
  - 1984, 1986-87
- J. League:
  - 1996, 1998, 2000, 2001, 2007, 2008
- Copa de l'Emperador:
  - 1997, 2000, 2007
- Copa J. League:
  - 1997, 2000, 2002
- Supercopa Xerox:
  - 1997, 1998, 1999, 2009
- Copa de Campions A3:
  - 2003